# Лип'янська сільська рада (Шполянський район)
Лип'я́нська сільська́ ра́да — адміністративно-територіальна одиниця та орган місцевого самоврядування у Шполянському районі Черкаської області. Адміністративний центр — село Лип'янка.

## Загальні відомості
- Населення ради: 1 378 осіб (станом на 2001 рік)

## Населені пункти
Сільській раді підпорядковані населені пункти:
- с. Лип'янка
- с. Межигірка

## Склад ради
Рада складалася з 16 депутатів та голови.
- Голова ради: Іщенко Сергій Юрійович
- Секретар ради: Криворучко Тетяна Василівна

### Керівний склад попередніх скликань
| Прізвище, ім'я, по батькові | Основні відомості                                                                     | Дата обрання | Дата звільнення |
| --------------------------- | ------------------------------------------------------------------------------------- | ------------ | --------------- |
| Іщенко Сергій Юрійович      | Сільський голова, 1967 року народження, освіта вища, член Української Народної Партії | 26.03.2006   | 31.10.2010      |
| Іщенко Сергій Юрійович      | Сільський голова, 1967 року народження, освіта вища, член Української Народної Партії | 31.10.2010   |                 |

Примітка: таблиця складена за даними сайту Верховної Ради України

### Депутати
За результатами місцевих виборів 2010 року депутатами ради стали:

#### За суб'єктами висування
| Суб'єкт висування                                       | Кількість обраних депутатів | %    |
| ------------------------------------------------------- | --------------------------- | ---- |
| Партія регіонів                                         | 13                          | 81,3 |
| Політична партія Всеукраїнське об'єднання «Батьківщина» | 2                           | 12,5 |
| Партія «Соціалістична Україна»                          | 1                           | 6,3  |

#### За округами
| № округу                                                | Прізвище, ім'я, по батькові   | Дата визнання обраним | Освіта             | Партійна приналежність                        | Відомості про обраного депутата                             |
| ------------------------------------------------------- | ----------------------------- | --------------------- | ------------------ | --------------------------------------------- | ----------------------------------------------------------- |
| Партія регіонів                                         |                               |                       |                    |                                               |                                                             |
| 1                                                       | Криворучко Тетяна Василівна   | 02.11.2010            | вища               | член Партії регіонів                          | Сільська рада, секретар сільської ради                      |
| 2                                                       | Гончар Людмила Василівна      | 02.11.2010            | середня спеціальна | член Партії регіонів                          | Лип'янська загальноосвітня школа, вчитель початкових класів |
| 4                                                       | Шаблій Людмила Дмитрівна      | 02.11.2010            | середня спеціальна | член Партії регіонів                          | Сільська рада, вихователь дитячого садка                    |
| 6                                                       | Кацімон Любов Михайлівна      | 02.11.2010            | середня            | член Партії регіонів                          | тимчасово не працює                                         |
| 7                                                       | Бобейко Іван Григорович       | 02.11.2010            | середня            | член Партії регіонів                          | Одноосібник                                                 |
| 8                                                       | Крещенко Валентина Іванівна   | 02.11.2010            | середня спеціальна | член Партії регіонів                          | Дільнична лікарня, медична сестра                           |
| 9                                                       | Ткач Олена Анатоліївна        | 02.11.2010            | середня спеціальна | член Партії регіонів                          | приватний підприємець                                       |
| 10                                                      | Голець Людмила Станіславівна  | 02.11.2010            | середня            | член Партії регіонів                          | Сільська рада, нач. ВОС                                     |
| 11                                                      | Сердюк Тетяна Іванівна        | 02.11.2010            | вища               | член Партії регіонів                          | Сільська рада, завідувачка дитячого садка                   |
| 12                                                      | Сторчак Любов Іванівна        | 02.11.2010            | середня            | член Партії регіонів                          | тимчасово не працює                                         |
| 13                                                      | Махиня Оксана Владиславівна   | 02.11.2010            | середня            | член Партії регіонів                          | П.П Ткач О. А., продавець                                   |
| 15                                                      | Поліщук Олександр Михайлович  | 02.11.2010            | вища               | член Партії регіонів                          | тимчасово не працює                                         |
| 16                                                      | Мартинюк Галина Олександрівна | 02.11.2010            | середня            | член Партії регіонів                          | тимчасово не працює                                         |
| Партія «Соціалістична Україна»                          |                               |                       |                    |                                               |                                                             |
| 5                                                       | Бібік Світлана Геннадіївна    | 02.11.2010            | середня            | член Партії «Соціалістична Україна»           | Лип'янська загальноосвітня школа, техпрацівник              |
| Політична партія Всеукраїнське об'єднання «Батьківщина» |                               |                       |                    |                                               |                                                             |
| 3                                                       | Килівник Микола Трохимович    | 02.11.2010            | середня            | член Всеукраїнського об'єднання «Батьківщина» | тимчасово не працює                                         |
| 14                                                      | Барвінок Наталія Дмитрівна    | 02.11.2010            | середня            | член Всеукраїнського об'єднання «Батьківщина» | тимчасово не працює                                         |